# Pedro II de Alexandria
Pedro de Alexandria serviu como Patriarca de Alexandria entre 373 e 380 Ele é comemorado no sinaxário copta no dia 20 de Meshir, dia de sua morte.
Atanásio tinha designado-o como seu sucessor antes de morrer, em 373. Ele foi um zeloso oponente do arianismo e, imediatamente após sua consagração, o prefeito augustal Élio Paládio, agindo sob ordens do imperador Valente (r. 364–378), o expulsou da cidade e, com a ajuda do bispo de Antioquia, o ariano Euzoio, instalou Lúcio em seu lugar, um ariano.
Pedro então se refugiou em Roma, onde o Papa Dâmaso I o recebeu e deu-lhe seu apoio contra os arianos. Ainda em 373 Pedro retornou a Alexandria, onde Lúcio cedeu a posição temendo a reação popular.